# Huntly (Nouvelle-Zélande)
Huntly est une ville de la région de Waikato dans l'île du Nord de la Nouvelle-Zélande. Elle est sur la New Zealand State Highway 1, à 93 kilomètres au sud de Auckland et à 35 kilomètres au nord de Hamilton. Elle est située sur la ligne ferroviaire principale du North Island Main Trunk (en) et est traversée par le fleuve Waikato. Elle fait partie du district du Waikato et est dans la région de Waikato .
Huntly fut appelé Rahui Pokeka quand les premiers immigrants s'installèrent vers 1870 sur le fleuve Waikato, mais le maître de poste lui attribua son nom actuel provenant de celui de la ville de Huntly en Écosse, car il utilisa un vieux tampon de Huntley Lodge pour tamponner le courrier des premiers Européens installés à cet endroit. Le terme de Lodge fut ensuite supprimé et la prononciation fit disparaître le « e » final.

## Tainui
La ville de Huntly et ses environs est impliquée dans l'histoire du peuple maori et fait partie du rohe (zone tribale) de l'iwi de Waikato-Tainui de la confédération de Tainui. Ngati Mahuta (en) et Ngati Whawhakia sont les sous-tribus de la région de Huntly. Il y a aussi de nombreux marae dans et autour de Huntly : Waahi Pa, Te Kauri, Kaitimutimu, Te Ohaaki and further north, Maurea et Horahora. Waahi Pa était le lieu de villégiature de la dernière reine des Maoris Te Atairangikaahu et est toujours le domicile de son fils, le roi maori Tuheitia Paki.
La ville de Huntly est le siège de Rakaumanga Kura, qui fut la première école bilingue (maori/anglais) de Nouvelle-Zélande, fondée en 1984. Raukaumanga devint une kura kaupapa (lieu d'immersion total car le maori y est la première langue) en 1994 et est connue maintenant sous le nom de Te Whare Kura o Raka umangamanga. L'école fut initialement créée pour les natifs maoris en 1896.

## Les principales industries
La centrale d'Huntly est une importante centrale électrique alimentée au charbon située rive ouest du Waikato. C'est la centrale thermique la plus importante de Nouvelle-Zélande, située dans la principale région de production du charbon, qui en produit plus de 10 000 tonnes par jour. Cette région à une très longue histoire d'extraction du charbon avec une mine à ciel ouvert et une mine classique, qui fonctionnent et ont fonctionné ici depuis deux siècles.
Les clients principaux de cette mine de charbon sont la centrale thermique mais aussi les aciéries de la New Zealand Steel (en) de Glenbrock (en).
Huntly est aussi entourée de riches terres agricoles et de jolis lacs, dont de nombreux plans d'eau constitués en partie par d'anciennes mines à ciel ouvert, qui sont ainsi utilisées pour la pêche à la ligne, le yachting et le ski nautique.

## Ligue de rugby
Huntly a une histoire glorieuse dans la pratique du rugby à XV : à une certaine période, la ville avait quatre équipes de rugby : Taniwharau Rugby League Club (en), Huntly South, Huntly United et les Rangiriri Eels. Le club de Taniwharau est l'un de ceux qui a eu le plus de succès en gagnant onze fois la coupe de Waikato pendant la période 1970 à 1980. Le club Taniwharauagna gagna aussi le championnat de 2002 puis de 2007, une saison au cours de laquelle il fut invaincu, situation qui ne s'était jamais produite avant dans la ligue de rugby de Waikato à ce niveau. Le championnat de la Waicoa Bay est une compétition impliquant les clubs de Waikato, Bay of Plenty et de la Coastlines.
De nombreux joueurs de l’équipe nationale (les Kiwis), proviennent de Huntly et en particulier les joueurs d'avant-guerre : Tommy Timms, Richard Trautvetter et Len Mason, qui, après la tournée des Kiwis de 1926 en Grande-Bretagne, ont fini leur carrière de joueurs à Wigan, disputant un record de 365 parties en neuf années, comprenant la victoire de la Coupe finale du Championnat Wembley en 1929. Après la guerre, des joueurs comprenant Albert(Shirt) Hambelton, Reg Cook, Graham Farrar, Roger Tait, Ted Baker, Paul Ravalich, Tawera Nikau (en) (Rangiriri) et enfin Wairangi Koopu (en) (Taniwharau) et aussi Lance Hohaia (Taniwharau). D'autres joueurs de l'équipe des Kiwis sont natifs aussi de Huntly en particulier Andy Berryman, Don Parkinson, Rick Muru, Kevin Fisher et Vaun O'Callaghan. La ville a aussi produit de nombreux délégués au sein de la ligue de rugby maorie de Nouvelle-Zélande. Elle est aussi digne d'être citée pour les performances d'Arthur Harlock et Roland (Roly) Avery.

## Personnalités
- Bruce Goodin (1969-), cavalier de saut d'obstacles, né à Huntly ;
- Hugh Anderson (1936-), quatre fois champion du monde de course de vitesse moto, né à Huntly.